# دراسات سلافية
الدراسات السلافية والمعروفة أيضًا باسم الدراسات السلافونية ، هي المجال الأكاديمي للدراسات المعنية بالشعوب السلافية ولغاتها وأدبها وتاريخها وثقافتها. في الأصل، كان المختص في الدراسات السلافية لغويا أو عالما في فقه اللغة بالدرجة الأولى يهتم بدراسة لغات الشعوب السلافية. ومع مرور الوقت، أضيف المؤرخون وعلماء الاجتماع وغيرهم من علماء الإنسانيات الذين يدرسون الثقافات والمجتمعات السلافية إلى هذا التصنيف.
في الولايات المتحدة ، تهيمن الدراسات السلافية على الدراسات الروسية. إيفا طومسون، أستاذة الدراسات السلافية في جامعة رايس، وصف وضع الدراسات السلافية غير الروسية بأنه "غير مرئي وصامت".

## التاريخ
ظهرت الدراسات السلافية في أواخر القرن الثامن عشر وأوائل القرن التاسع عشر، بالتزامن مع صعود القومية الرومانسية بين مختلف الأمم السلافية، والمحاولات الإيديولوجية لإرساء شعور مشترك بالمجتمع السلافي، والذي تجسد في الحركة السلافية الشاملة . ومن بين أوائل العلماء الذين استخدموا هذا المصطلح كان جوزيف دوبروفسكي (1753-1829).
يمكن تقسيم تاريخ الدراسات السلافية إلى ثلاث فترات. فحتى عام 1876 ركز علماء الدراسات السلافية الأوائل على توثيق وطباعة آثار اللغات السلافية، ومن بينها النصوص الأولى المكتوبة باللغات الوطنية. في هذا الوقت، ظهرت قواميس غالبية اللغات السلافية ووضعت قواعدها النحوية ومصنفاتها الحديثة الأولى. تميزت الفترة الثانية، التي انتهت بالحرب العالمية الأولى، بالتطور السريع لفقه اللغة واللغويات السلافية، ولا سيما خارج البلدان السلافية نفسها في الأوساط التي تشكلت حول أوغست شلايشر (1821-1868) وأوغست ليسكين (1840-1916) في جامعة لايبزيغ .ركز العلماء السلافيون خلال هذه الفترة على علم اللهجات .
بعد الحرب العالمية الثانية، تم إنشاء مراكز للدراسات السلافية في مختلف الجامعات في جميع أنحاء العالم، مع التوسع بشكل أكبر في مجالات العلوم الإنسانية والاجتماعية الأخرى. ويرجع هذا التطور جزئيا إلى المخاوف السياسية الناجمة عن الحرب الباردة في أوروبا الغربية وأميركا الشمالية ازدهرت الدراسات السلافية في فترة ما بعد الحرب العالمية الثانية وحتى تسعينيات القرن العشرين، على الرغم من تراجع الإقبال على الدراسات السلافية في الجامعات منذ ذلك الحين.

## الحقول الفرعية
بناءً على التقسيم التقليدي للشعوب السلافية إلى ثلاث مجموعات فرعية (شرقية وجنوبية وغربية)، تنقسم الدراسات السلافية إلى ثلاثة مجالات فرعية مميزة:
الدراسات السلافية الشرقية، والتي تشمل دراسة الشعوب السلافية الشرقية وتراثها اللغوي والأدبي وغيرها من التراث الثقافي والتاريخي.
- الدراسات البيلاروسية أو Belarusistics[2]
- الدراسات الروسية أو Russistics
- دراسات الروسين أو Rusynistics[3]
- الدراسات الأوكرانية ، أو Ukrainistics

الدراسات السلافية الجنوبية، والتي تشمل دراسة الشعوب السلافية الجنوبية وتراثها اللغوي والأدبي وغيرها من التراث الثقافي والتاريخي.
- الدراسات البوسنية ، أو Bosniacistics [4]
- الدراسات البلغارية ، أو Bulgaristics
- الدراسات الكرواتية ، أو Croatistics
- الدراسات المقدونية ، أو Macedonistics
- الدراسات المونتينغرية ، أو دراسات الجبل الأسود Montenegristics
- الدراسات الصربية أو Serbistics
- الدراسات السلوفينية، أو Slovenistics
- الدراسات اليوغوسلافية ، أو Yugoslavistics

الدراسات السلافية الغربية، والتي تشمل دراسة الشعوب السلافية الغربية وتراثها اللغوي والأدبي وغيرها من التراث الثقافي والتاريخي.
- الدراسات التشيكية ، أو البوهيمية Bohemistics
- الدراسات الكاشوبية ، أو Kashubistics
- الدراسات البولندية ، أو البولونية Polonistics
- الدراسات السلوفاكية ، أو Slovakistics
- الدراسات الصوربية أو Sorbistics

## الدول السلافية ومجالات الاهتمام
- حسب البلد:
  - بيلاروس: اللغة, الأدب, الثقافة، التاريخ
  - البوسنة والهرسك: اللغة, الأدب, الثقافة، التاريخ
  - بلغاريا: اللغة، الأدب, الثقافة, التاريخ
  - كرواتيا: اللغة، الأدب, الثقافة, التاريخ
  - الجمهورية التشيكية: اللغة، الأدب, الثقافة, التاريخ
  - مقدونيا الشمالية: اللغة, الأدب, الثقافة، التاريخ
  - الجبل الأسود: اللغة, الأدب, الثقافة, التاريخ
  - بولندا: اللغات / اللهجات (البولندية، كاشوبيان، سيليزيا) ، الأدب (البولندية, كاشوبيان), الثقافة، التاريخ
  - روسيا: اللغة، الأدب، الثقافة، التاريخ
  - صربيا: اللغة, الأدب, الثقافة, التاريخ (الوطنية و العرقية)
  - سلوفاكيا: اللغة, الأدب, الثقافة, التاريخ
  - سلوفينيا: اللغة, الأدب, الثقافة, التاريخ
  - أوكرانيا: اللغة، الأدب، الثقافة، التاريخ
  - لغات أخرى: الصربية الكرواتية، الصوربية العليا، الصوربية السفلى، كاشوبيان، بولابيان، روسين، الكنيسة السلافية القديمة

المعاصرة

## المجلات وسلسلة الكتب
- أرشيف فقه اللغة السلافية
- الأوراق السلافية الكندية ، التي نشرتها الجمعية الكندية للسلافيين
- المراجعة الروسية
- مراجعة سارماتيان
- المجلة السلافية وأوروبا الشرقية ، التي تنشرها الجمعية الأمريكية لمعلمي اللغات السلافية وأوروبا الشرقية
- مجلة مراجعة السلافية ، التي نشرتها الجمعية الأمريكية لتقدم الدراسات السلافية
- دراسات في اللغويات السلافية والعامة
- المجلة السلافية والشرق أوروبية
- سكاندو سلافيكا
- التقويم السلافي في فيينا

## المؤتمرات
- الجمعية الأمريكية لتقدم الدراسات السلافية
- الجمعية الأمريكية لمعلمي اللغات السلافية ولغات أوروبا الشرقية
- المناهج الرسمية في اللغويات السلافية

## المعاهد والمدارس
أكاديمي
- معهد الدراسات السلافية التابع للأكاديمية الروسية للعلوم ، موسكو، روسيا
- معهد يان ستانيسلاف للسلافية، الأكاديمية السلوفاكية للعلوم ، براتيسلافا، سلوفاكيا
- معهد الدراسات السلافية، الأكاديمية البولندية للعلوم ، وارسو، بولندا
- معهد الدراسات السلافية، الأكاديمية التشيكية للعلوم ، براغ، جمهورية التشيك